# Удар гомілкою

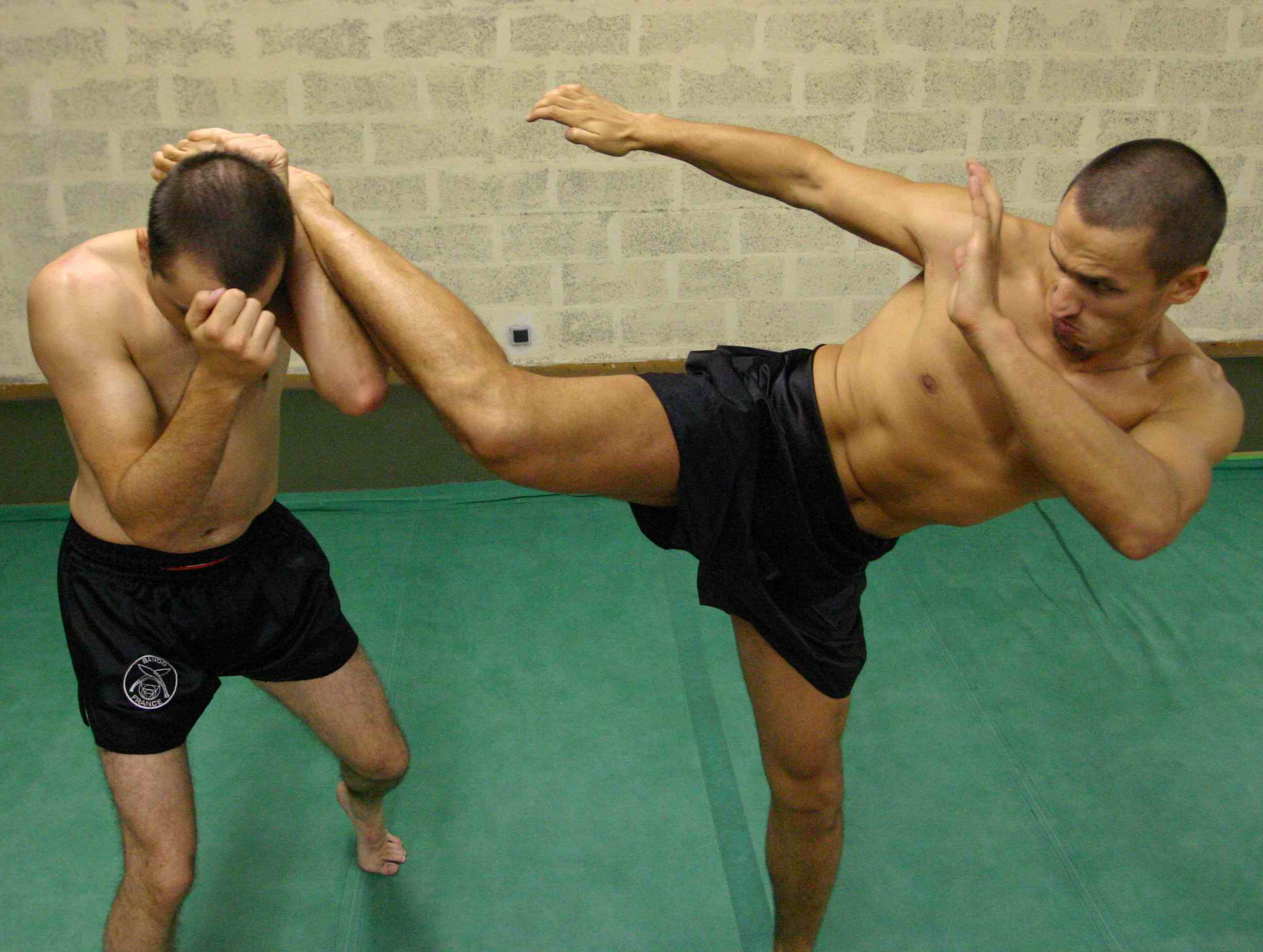
Круговий хай-кік — це типовий удар гомілкою.

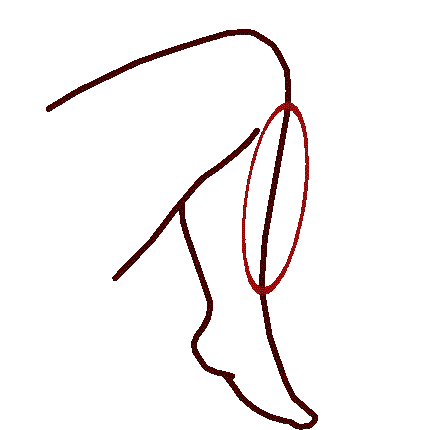

Удар гомілкою — це один із видів удару ногою, особливість якого полягає у використанні гомілки як ударної поверхні. Найпоширенішим ударом гомілкою є круговий удар, в якому використовується передня поверхня гомілки, а менш поширеними є варіації задніх та зворотних ударів, де ударною поверхнею слугує задня поверхня гомілки. Удар гомілкою належить до основних елементів ударної техніки таких бойових мистецтв, як ушу, карате, тхеквондо, муай-тай, кікбоксинг та інших. Техніка виконання удару різноманітна, і не підлягає узагальненню.

Ударна поверхня

## Цікаві факти
- Найбільша і найміцніша з гомілкових кісток — велика гомілкова кістка. Вона може витримувати осьове навантаження в 1600-1800 кг.[1]
- Дистальна частина гомілки слугує ударною поверхнею в деяких варіаціях лоу-кіка. Маса такого удару сягає 1200-1600 кг.[2][3]
- Неправильна техніка виконання удару гомілкою веде до травми. На турнірі зі змішаних єдиноборств, організованому чемпіонатом UFC  для підтримки Збройних сил США, Корі Хілл невдало атакував свого суперника лоу-кіком, і в результаті удару зламав навпіл обидві гомілкові кістки.[4]